# Trachycephalus venulosus
A espécie Trachycephalus venulosus, ou perereca-grudenta, é uma espécie de anfíbio, cuja distribuição se estende desde o México até o norte da Argentina e, é encontrado na extensão do Território brasileiro. Faz parte da subclasse Lissamphibia, da ordem dos anuros, e pertence à família Hylidae. . Possui uma grande produção de muco na sua pele dorsal, o que promove o seu nome popular.  Como a maioria das pererecas, possui estilo de vida arborícola.
Tachycephalus venelosus é considerado como um sinônimo júnior de Trachycephalus typhonius.

## Descrição
A espécie possui um dorso de marrom-escuro a marrom-esverdeado. Faixas transversais marrom-escuras nos membros anteriores e posteriores Os Machos possuem mais ou menos 7,8 cm, em média, e as fêmeas são maiores, em média  8,8 cm. .  
A pele dorsal é granulosa, e possui, como outros anuros, uma camada de de tecido adiposo subcutâneo. O tegumento desse anuro, possui dois tipos de glândula; as glândulas mucosas e glândulas granulares. As glândulas mucosas são pequenas e localizadas na camada superior do estrato esponjoso do tecido conjuntivo e contêm glicoproteínas sulfatadas ácidas e neutras. As glândulas granulares são grandes e formam um compartimento secretor sincicial dentro do ácino, que é circundado por células musculares lisas. Mas nessa espécie, na região dorsal, foram encontradas pequenas quantidades de gordura aderida à pele, o que, somado às glândulas granulares, que produzem uma substância leitosa e pegajosa que pode se usada contra predadores , sugerem o nome popular, dessa perereca: "grudenta".  

## Hábitos e Vocalização
Esses animais são arborícolas, e tem hábitos noturnos. 
O ambiente em que o animal se encontra, seus sítios de vocalização e seus locais de reprodução, são caracteres relacionados, no caso dos anura. Os sítios de vocalização,  utilizados pelas espécies da família Hylidae são os mais diversificados, compreendendo água, gramíneas, arbustos, árvores e solo. No caso da Trachycephalus venulosus, há a seguinte distribuição: Ambiente: áreas abertas, borda de floresta/mata e interior de floresta; local de reprodução: poças temporárias e poças permanentes; local de vocalização :flutuando ou parcialmente submersos em ambiente aquático. A reprodução, nessa espécie, acontece mais comumente por reprodução explosiva. 

## Distribuição
A distribuição desses animais é bem extensa, se alongando desde a mata sul mexicana até o norte argentino. Mas no Brasil, eles são encontrados em praticamente todo o país. Tanto dentro de regiões de vegetação densa, como a Amazónia, como no Litoral norte e regiões Centro-Oeste, Sul e Sudeste.